# Djurgården Hockey 2012/2013
Djurgården Hockey spelade i hockeyallsvenskan, tog sig till kvalserien utan att ta sig upp till Elitserien.